# Jake the Rapper
Jake the Rapper, bürgerlich Jacob Dove Basker (* 1970 in der Bronx, New York) ist ein US-amerikanischer Rapper, Techno-DJ und Schauspieler. Er studiert an der Hochschule für bildende Künste Hamburg und arbeitet als Comiczeichner und Tätowierer. In den Nullerjahren war er Resident-Dj der Bar 25 an seinem Wohnort Berlin.

## Diskografie
- What’s the Point (mit Alexander Kowalski) (2011 - 12", Damage Music Berlin)
- Les Stalking (2008 - 12", Combination Records)
- Jake the Rapper (2005 – LP/CD, Combination Records)

## Filmografie
- Revision – Apocalypse II (2009 – Regie: Edwin Brienen)
- L’amour toujours (2008 – Regie: Edwin Brienen)